# (37139) 2000 VH38
2000 VH38 (asteroide 37139) é um asteroide da cintura principal. Possui uma excentricidade de 0.12543570 e uma inclinação de 1.73525º.
Este asteroide foi descoberto no dia 1 de novembro de 2000 por William Kwong Yu Yeung em Desert Beaver.